# Championnat de France de rugby à XV de Nationale 2
Pour les articles homonymes, voir Championnat National 2, Nationale 2 et Championnat de France de rugby à XV de 4e division.
Le championnat de France de rugby à XV de Nationale 2, simplifié Nationale 2, est le quatrième échelon des compétitions nationales de rugby à XV en France à partir de la saison 2022-2023.

## Histoire
À l'instar du championnat de Nationale créé en 2020, la Fédération et la Ligue s'accordent pour la création de cette nouvelle division Nationale 2 en 2022.
La première saison, les clubs participants sont les deux clubs relégués de Nationale 2021-2022 ainsi que 22 clubs de Fédérale 1 2021-2022, en théorie les 14 clubs qualifiés pour la phase finale et non-finalistes ainsi que les 8 clubs vainqueurs des barrages d'accession ; certaines équipes ayant refusé la montée de manière volontaire, deux autres clubs sont sélectionnés en remplacement d'après leur classement national.

## Formule
La saison se déroule sous forme de deux poules de douze clubs, avec deux montées en Nationale et quatre descentes en Fédérale 1 à l'issue du championnat.
Les deux premiers de chaque poule, soit 4 équipes, sont directement qualifiés en quarts de finale tandis que les clubs classés de la 3e à la 6e place de chaque poule disputent des matchs de barrages, sur le terrain des mieux classés, pour les rejoindre. Les quarts et demi-finales se disputent en aller-retour tandis que la finale a lieu sur terrain neutre pour attribuer le titre de champion de France.
Lors de la première édition, les deux finalistes sont promus en Nationale la saison suivante s'ils remplissent les critères du cahier des charges d'accession. Si l'un des clubs finalistes ne les remplit pas, il n'y a qu'une montée et donc une seule descente de Nationale. À partir de la saison 2023-2024, le finaliste n'est plus automatiquement promu mais doit jouer un barrage d'accession contre le 13e de Nationale.
Les deux derniers clubs de chaque poule, les 11e et 12e, sont relégués en Fédérale 1.

## Palmarès
| Édition   | Vainqueur        | Score   | Finaliste           | Lieu                          |
| --------- | ---------------- | ------- | ------------------- | ----------------------------- |
| 2022-2023 | CA Périgueux     | 39 - 20 | CS Vienne           | Stade Louis-Darragon, Vichy   |
| 2023-2024 | Stade langonnais | 13 - 8  | Olympique marcquois | Stade Jules-Ladoumègue, Massy |
| 2024-2025 | Rennes EC        | 19 - 10 | Niort RC            | Stade Tonnellé, Tours         |